# Clavier Charlotte
Clavier Charlotte (Hanoi, 1963. július 30. –) magyarországi vietnámi modell, előadó, táncos, énekes. Az 1980-as évek egyik ismert modellje, akit „egzotikus gyöngyszemnek” tartottak.

## Élete

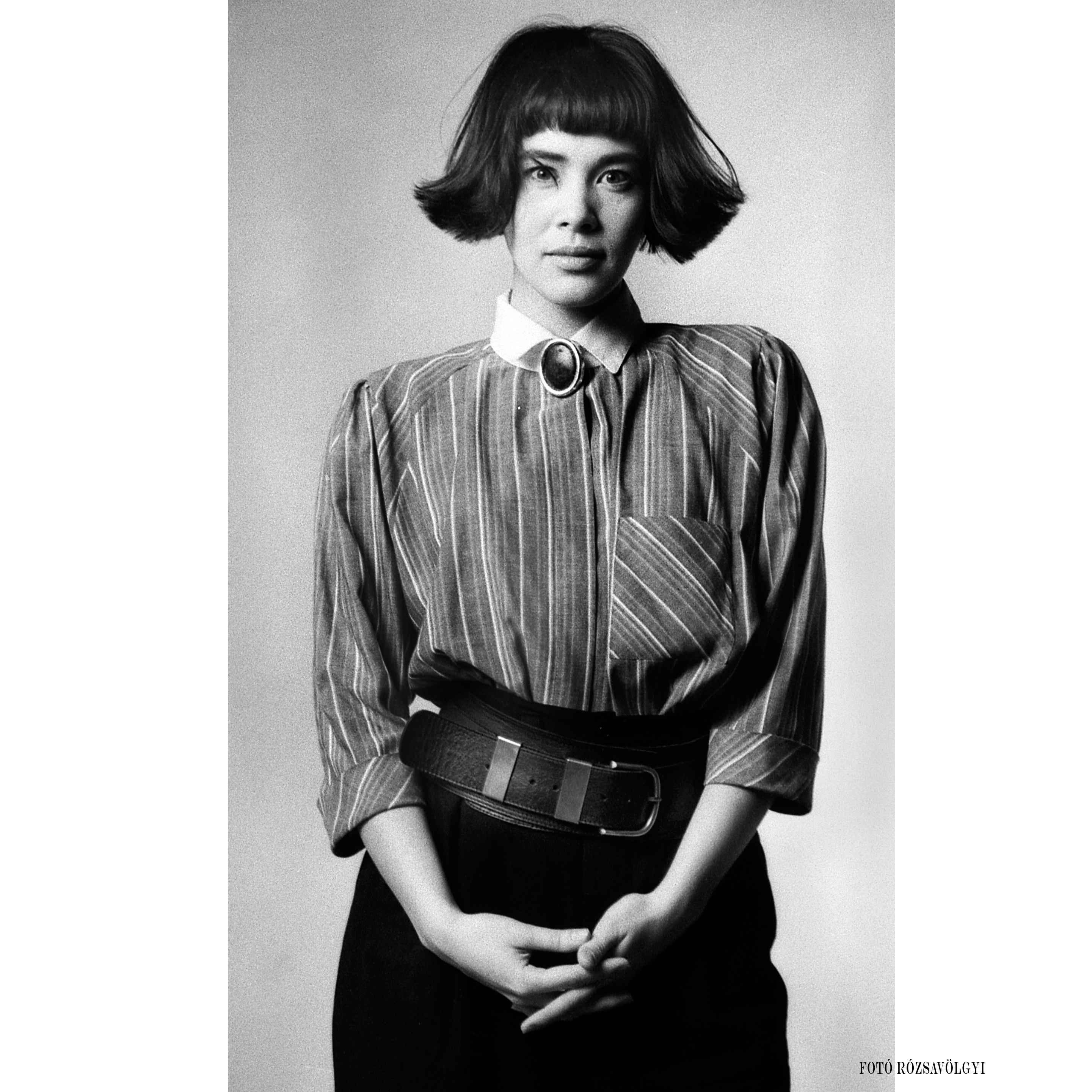
Rózsavölgyi Gyöngyi felvétele

Édesapja francia, az édesanyja vietnámi. 
Édesanyja, Tran Thi Hanh színésznőnek készült, édesapja, Clavier Albert újságíró volt. Születése után egy évvel Magyarországon telepedtek le. A Móra Ferenc Egészségügyi Szakközépiskolában érettségizett. 
Tizenhat évesen már hívták az MTI-be fotózni, de a legtöbbet Módos Gábornak, az Ez a Divat munkatársának köszönhet, ugyanis Ő javasolta a manökenképző tanfolyam elvégzését is. 
A francia, illetve a vietnámi nyelvet nem beszéli.  Gyermekkorában magyar népdalokat énekelt, magyar néptáncot tanult, versenyeken is indult. A KISZ Központi Művészegyüttesében táncolt, majd jazzbalettet tanult.
Az 1980-as évek egyik ismert modellje, akit „egzotikus gyöngyszemnek” tartottak ezekben az években a szaklapok. Dolgozott Németországban, Ausztriában és az Egyesült Államokban is.

„„Amikor 18 évesen először jelent meg az arcom az újságban, az iskolában kitették a faliújságra.
Tiszta lányiskola volt, természetesen mindenki gratulált. És mindenki utált”  A szakma sem fogadta egyöntetű örömmel: az idősebb, tapasztaltabb kollégák nem nézték jó szemmel, hogy egy csitri, csak azért, mert különleges arca van, hamarabb jut lehetőséghez.,,”

– Clavier Charlotte 

Az Ez a Divat újság hasábjain, plakáton, és több újságban látható volt. Az Axioart.com 1985-ből őrzi az Ági-nektár plakátját.
A divatszakmában sokan nem nézték jó szemmel a kettős karriert, ezért választania kellett a kifutó, és a színpad között. Nem tudott választani, ezért külföldön vállalt munkát, itthon pedig az R-Go együttessel lépett fel.
Az R-GO együttes első „gidája”, ahol Szikora Róbert  és Környei Attila mellett háttértáncos és énekes volt. A Dr. Beat együttes tagja is volt.
Az évek során üzletasszony lett, butikot nyitott, majd öccsével Café Rouge néven nyitottak egy kávézót.
Üzletvezetőként dolgozik. Egy ázsiai étterem tulajdonosa.
2 gyermeke van, Zoé és Noel.

## Fotósai voltak
Többek közt: Módos Gábor, Tóth József Füles, Tulok András, Vértes György és Rózsavölgyi Gyöngyi fotóművészek.